# Anarhichas denticulatus
Pour les articles homonymes, voir bar et Loup (homonymie).
Espèce
Synonymes
- Anarhichas latifrons Steenstrup & Hallgrimsson, 1876[1]
- Lycichthys denticulatus (Krøyer, 1845)[1]
- Lycichthys fortidens Gill, 1911[1]
- Lycichthys parvodens Lühmann, 1954[1]
- Lycichthys paucidens Gill, 1905[1]

Anarhichas denticulatus est une espèce de poissons de la famille des Anarhichadidae qui se rencontre dans le nord de l'océan Atlantique.

## Noms vernaculaires
Cette espèce porte les noms communs suivants : 
- en français :
  - Loup à tête large ;
  - Loup de mer bleu ;
  - Loup denticulé ;
  - Loup gélatineux ;
  - Poisson-loup.
- en anglais : 
  - Arctic wolffish ;
  - Broad-headed catfish ;
  - Bull-headed catfish ;
  - Northern wolffish.

## Distribution
Anarhichas denticulatus est présent dans le nord de l'océan Atlantique, du Canada jusqu'au banc de l'Île de Sable. Tout comme le Loup tacheté (Anarhichas minor), il est actuellement menacé de disparition dans le Golfe du Saint-Laurent où sa pêche est interdite.

## Description
Le corps est entièrement brun foncé, marqué de nombreuses taches de forme indistincte. Sa taille maximale connue est de 1,80 m, pour un poids d'environ 20 kg.